# Лунное затмение

Схема лунного затмения

Лу́нное затме́ние — затмение, которое наступает, когда Луна входит в конус тени от Земли. Диаметр пятна тени Земли на расстоянии 363 000 км (минимальное расстояние Луны от Земли) составляет около 2,6 диаметра Луны, поэтому Луна может быть затенена целиком. В каждый момент затмения степень покрытия диска Луны земной тенью выражается фазой затмения. Величина фазы Φ определяется расстоянием θ от центра Луны до центра тени. В астрономических календарях приводятся величины Φ и θ для разных моментов затмения.
Когда Луна во время затмения полностью входит в тень Земли, говорят о полном лунном затмении, когда частично — о частном затмении. Когда Луна входит только в полутень Земли, говорят о частном полутеневом затмении. Необходимыми условиями наступления лунного затмения являются полнолуние и близость Луны к узлу её орбиты (то есть к точке, где орбита Луны пересекает плоскость эклиптики); лунное затмение происходит, когда выполняются одновременно оба эти условия.
|  | Как видно для наблюдателя на Земле, на мнимой небесной сфере Луна пересекает эклиптику два раза в месяц в позициях, называемых узлами. Полнолуние может прийтись на такую позицию, на узел, тогда можно наблюдать лунное затмение. (Примечание: масштаб не соблюдён.) |

## Полное затмение

Лунное затмение 3 марта 2007 года

Лунное затмение может наблюдаться на всём полушарии Земли, обращённом в этот момент к Луне (то есть там, где на момент затмения Луна находится над горизонтом). Вид затемнённой Луны с любой точки Земли, где она вообще видна, практически одинаков — в этом состоит коренное отличие лунных затмений от солнечных, которые видны лишь на ограниченной территории. Максимальная теоретически возможная продолжительность полной фазы лунного затмения составляет 108 минут; такими были, например, лунные затмения 26 июля 1953 года, 16 июля 2000 года. При этом Луна проходит через центр земной тени; полные лунные затмения такого типа называют центральными, они отличаются от нецентральных большей продолжительностью и меньшей яркостью Луны во время полной фазы затмения.
Во время затмения (даже полного) Луна не исчезает полностью, а становится тёмно-красной, из-за чего её называют Кровавой Луной. Это объясняется тем, что Луна даже в фазе полного затмения продолжает освещаться. Солнечные лучи, проходящие по касательной к земной поверхности, рассеиваются в атмосфере Земли и за счёт этого рассеяния частично достигают Луны. Поскольку земная атмосфера наиболее прозрачна для лучей красно-оранжевой части спектра, именно эти лучи в большей мере достигают поверхности Луны при затмении, что и объясняет окраску лунного диска. По сути, это тот же эффект, что и оранжево-красное свечение неба у горизонта (заря) перед восходом или сразу после заката. Для оценки яркости Луны во время затмения используется шкала Данжона.
Наблюдатель, находящийся в момент полного или частного теневого лунного затмения на затенённой части Луны, видит полное затмение Солнца Землёй.

## Частное затмение

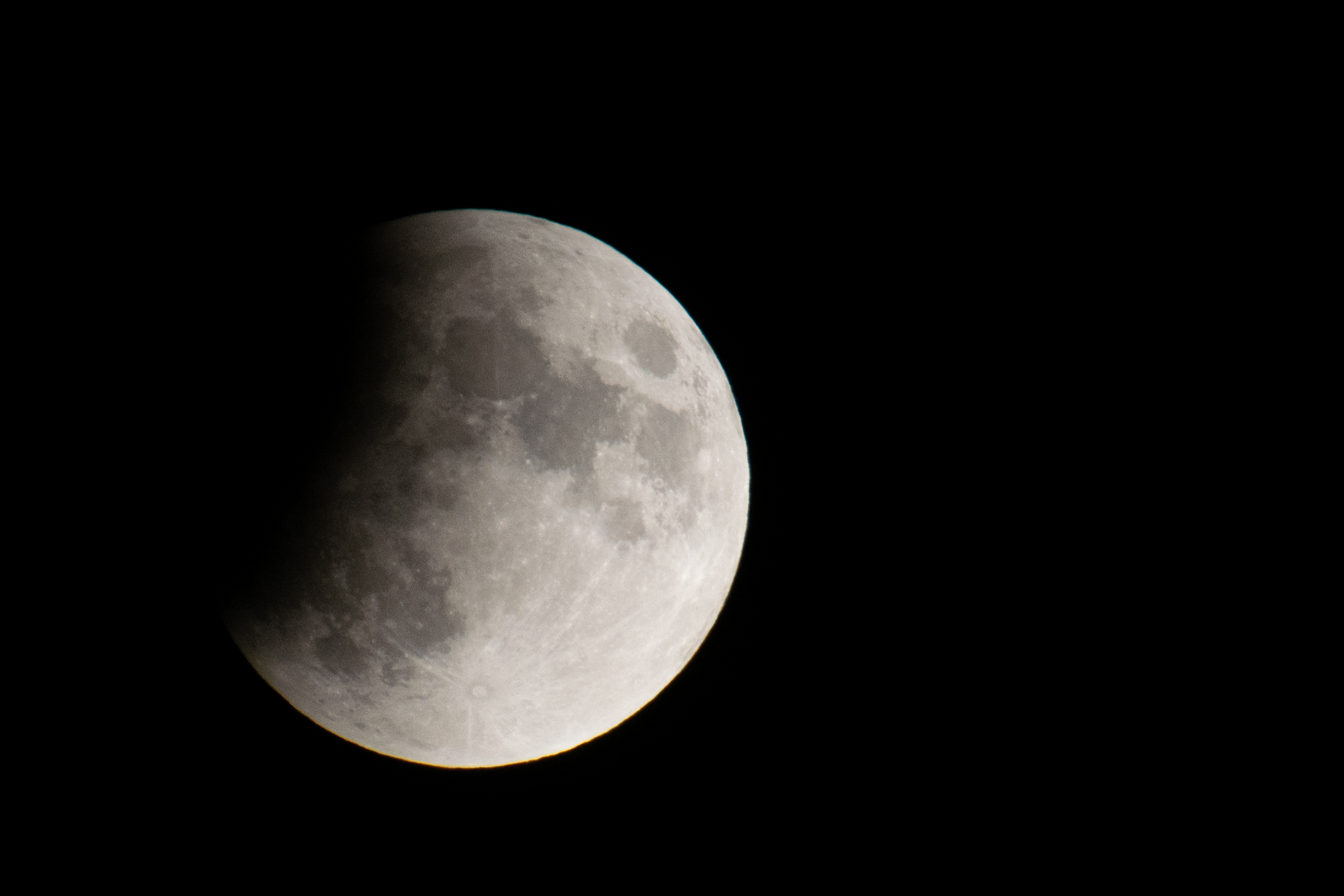
Частное затмение 16-17 июля 2019 г. в Кршко, Словения

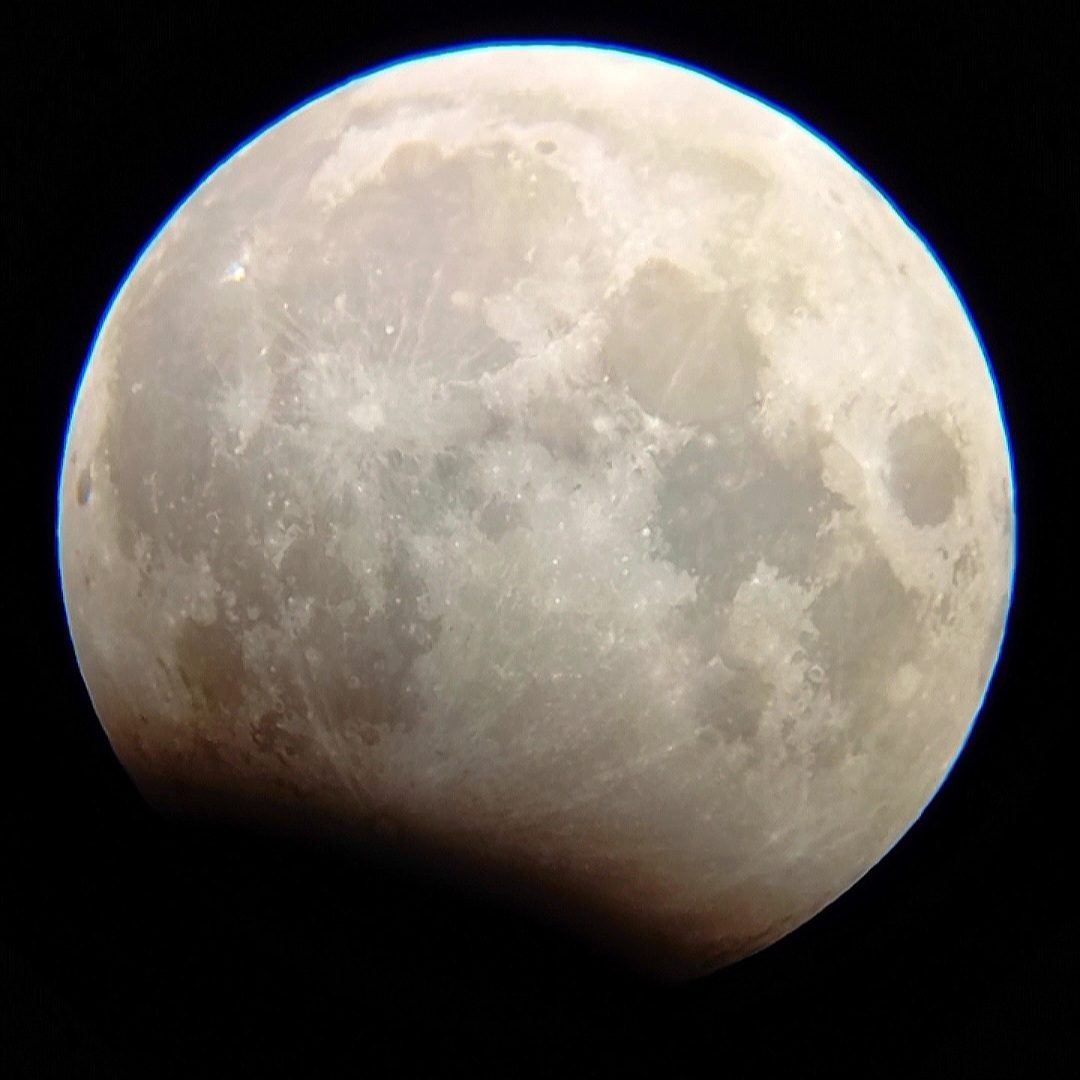
Частное затмение 28-29 октября 2023 г. в Саратове, Россия. Магнитуда 0.122.

Если Луна попадает в полную тень Земли только частично, наблюдается частное затмение. При этом та часть Луны, на которую падает тень Земли, оказывается тёмной, но часть Луны, даже в максимальной фазе затмения, остаётся в полутени и освещается солнечными лучами. Наблюдатель на Луне, находящийся в полутеневой зоне, видит частное затмение Солнца Землёй. В отличие от полных затмений, для частных затмений эффект окрашивания Луны в красный оттенок (так называемая «кровавая Луна»), как правило, не наблюдается; исключения составляют частные затмения со значительной магнитудой.

## Полутеневое затмение

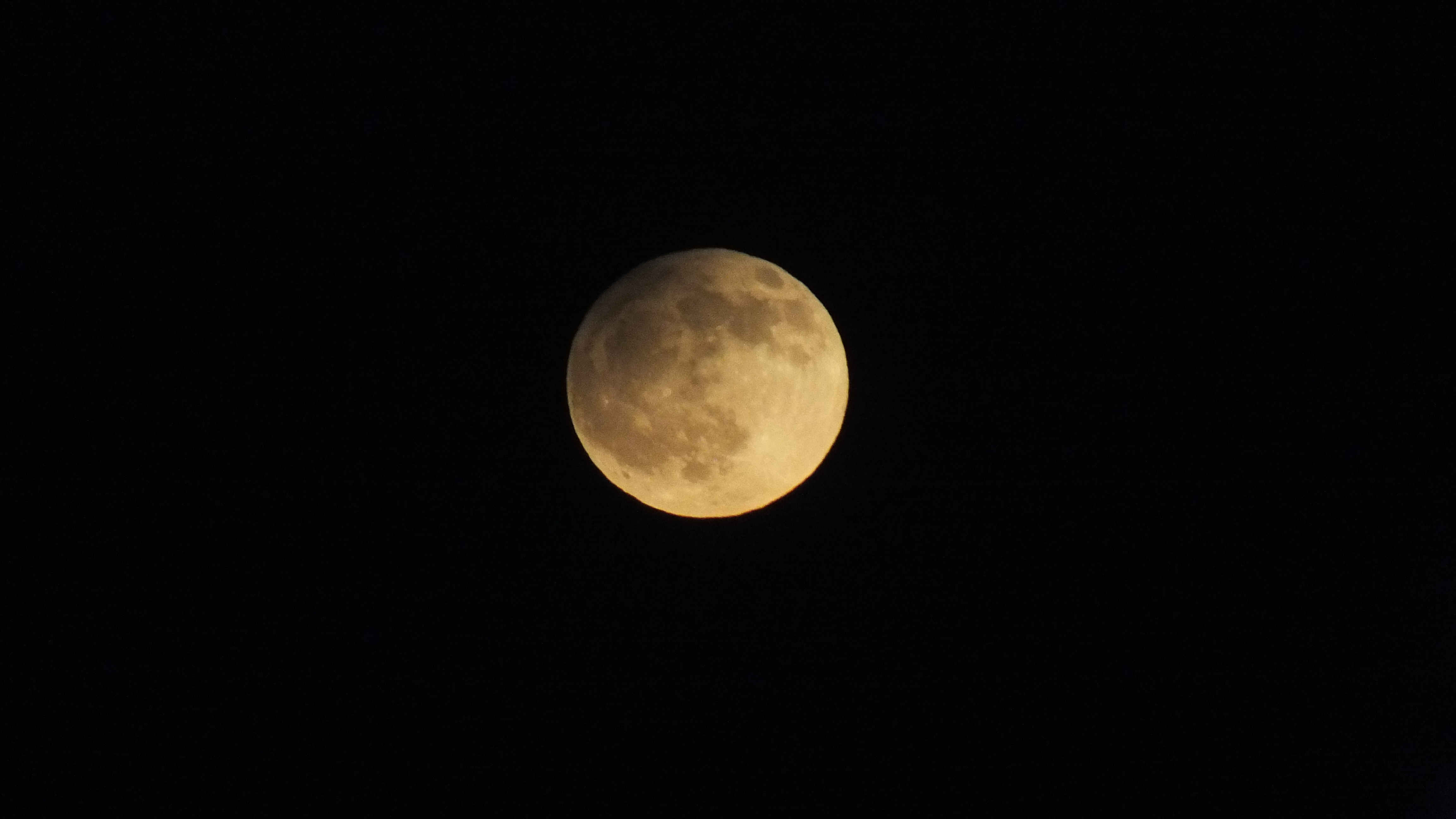
Полутеневое затмение 5 мая 2023 года в Москве

Вокруг конуса тени Земли имеется полутень — область пространства, в которой Земля заслоняет Солнце лишь частично. Если Луна проходит область полутени, но не входит в тень, происходит полутеневое затмение. При нём яркость Луны уменьшается, но незначительно: такое уменьшение практически незаметно невооружённым глазом и фиксируется только приборами. Лишь когда Луна в полутеневом затмении проходит вблизи конуса полной тени, при ясном небе можно заметить незначительное потемнение с одного края лунного диска. Если Луна полностью попадает в полутень (но не касается тени), такое затмение называется полным полутеневым; если же лишь часть Луны входит в полутень, такое затмение называется частным полутеневым. Полные полутеневые затмения происходят редко, в отличие от частных; последним полным полутеневым было затмение 14 марта 2006 года, а следующее произойдёт лишь в 2042 году.

## Периодичность
В связи с несовпадением плоскостей лунной и земной орбит далеко не каждое полнолуние сопровождается лунным затмением, и далеко не каждое лунное затмение — полное. Максимальное количество лунных затмений за год — 4 (например, в 2020 и 2038 годах), минимальное количество лунных затмений — два в год. Затмения повторяются в прежнем порядке каждые 6585⅓ дней (или 18 лет 11 дней и ~8 часов — период, называемый са́рос); зная, где и когда наблюдалось полное лунное затмение, можно точно определить время последующих и предыдущих затмений, хорошо просматриваемых в этой местности. Эта цикличность часто помогает точно датировать события, описываемые в исторических летописях.
Лунные затмения часто сопровождаются предшествующими (за две недели) или последующими (через две недели) солнечными затмениями. Это связано с тем, что за те две недели, за которые Луна проходит половину своей орбиты, Солнце не успевает удалиться от линии узлов лунной орбиты, и в результате выполняются условия, необходимые для наступления солнечного затмения (новолуние и Солнце вблизи узла). Иногда наблюдаются даже три последовательных затмения (солнечное, лунное и солнечное либо лунное, солнечное и лунное), разделённые двумя неделями. Например, последовательность из трёх затмений наблюдалась в 2013 году: 25 апреля (лунное, частное), 10 мая (солнечное, кольцеобразное) и 25 мая (лунное, частное полутеневое). Другой пример — в 2011 году: 1 июня (солнечное, частное), 15 июня (лунное, полное), 1 июля (солнечное, частное). Время, когда Солнце находится вблизи узла лунной орбиты и могут происходить затмения, называется сезоном затмений; его длительность составляет около месяца.
Следующее лунное затмение происходит иногда через лунный месяц (тогда примерно посредине между этими двумя затмениями всегда происходит солнечное затмение), однако чаще оно происходит примерно через полгода, в следующий сезон затмений. За это время Солнце на небесной сфере проходит по эклиптике от одного узла лунной орбиты к другому (линия узлов лунной орбиты тоже движется, но более медленно), и снова восстанавливается необходимый для лунного затмения набор условий: полнолуние и Солнце вблизи узла. Период между последовательными прохождениями Солнцем узлов лунной орбиты равен 173,31 суток, половине так называемого драконического года; через это время и повторяется сезон затмений.
Полное лунное затмение 21 декабря 2010 года впервые за 372 года произошло в день зимнего солнцестояния. Это утверждение верно для гринвичского времени и для западного полушария Земли. В частности, для всех часовых поясов на территории России солнцестояние произошло на следующий день, 22 декабря. Следующее затмение, совпадающее с зимним солнцестоянием, произойдёт 21 декабря 2094 года.

## Влияние на человека
В псевдонауке астрологии бытует мнение, что затмение, как и полнолуние, заметно влияет на физическое и психическое здоровье человека. На самом деле научными данными это не подтверждается. 
Заместитель главного врача Московского областного научно-исследовательского клинического института имени Владимирского, кандидат медицинских наук Руслан Кошелев считает, что «с точки зрения физики, химии и медицины, лунное затмение не оказывает прямого влияния на здоровье человека».  Кошелев добавил, что причиной недомогания может быть чрезмерная впечатлительность.  
На самом деле коридор затмений никак не влияет на человека. Нет ни одного научного исследования, которое доказывало бы, что это явление оказывает хоть какой-то эффект на людей. 
Специалисты NASA подчеркивают, что связь коридоров затмения с плохими событиями является примером «иллюзии подтверждения».